# 위그 드 파앵
위그 드 파앵(프랑스어: Hugues de payens [yɡ də pɛ̃][*]) 서기 1070년 ~ 1136년 5월 24일)
그리스도와 솔로몬 신전의 가난한 전사들(Order of the Poor Fellow-Soldiers of Christ and of the Temple of Solomon), 속칭 성전기사단(Ordre du Temple 또는 Templiers)을 조직한 9명의 기사중 한 명이자, 초대 총장이다.

## 생애

### 성전기사단 조직 이전
위그 드 파앵은 1070년 프랑스 샹파뉴 지방에 있는 센강을 거느린 트루아에서 10~15km여 떨어져 있는 팽(Payn)에서 귀족으로 태어났다. 청년시절인 1096년 제1차 십자군에 고드프루아 드 부용(Godfrey of Bouillon) 군대에서 종군하다 1100년 고국으로 돌아왔다. 그 후 샹파뉴 백작의 봉신(封臣)이었던 그는 주군을 따라, 다시 1104년부터 1114년까지 예루살렘으로 순례를 떠났고, 거기서 살기도 하였다.

### 성전기사단 조직
그러다 1118년 유럽에서 중동으로 새롭게 열린 뚫린 해로(海路)를 통해 몰려드는 유럽 성지 순례자들이 항구도시 야파(Jaffa)에서 라믈라(Ramla)를 거쳐 예루살렘으로 이르는 산간지대를 통과할 때 떼강도의 습격을 당하는 일이 종종 발생하자 샹파뉴 백작의 지지로 "그들의 힘이 닿는 한 순례자들을 보호하기 위한 특별한 배려로 도로와 가도를 안전하게 지킨다."라는 목표아래 위그 드 파앵과 8명의 기사들은 성전 기사단을 창설하였다. 이들은 곧바로 활동을 개시하여, 곧 명성이 예루살렘의 왕 보두앵 2세의 귀까지 들리게 되었다. 이에 호응하여 보두앵 2세는 성전기사단의 거처로서 왕궁 옆 건물을 주어 사용하게 했는데, 이 건물은 예전에 솔로몬 왕이 건립한 예루살렘 성전이 있던 예루살렘의 성전산(聖殿山) 위에 있었다. 옛 성전 터 위에 세워졌고, 십자군은 그 성전을 솔로몬의 성전이라고 불렀기에 여기에서 이 단체의 명칭인 ‘성전기사단’이 생겨났다. 또, 이들은 예루살렘 총대주교인 고르문트(Gormund)를 만나 수도자의 전통적인 서약인 청빈, 금욕, 순종 외에 순례자 보호 항목을 곁들여 서약을 하였다.

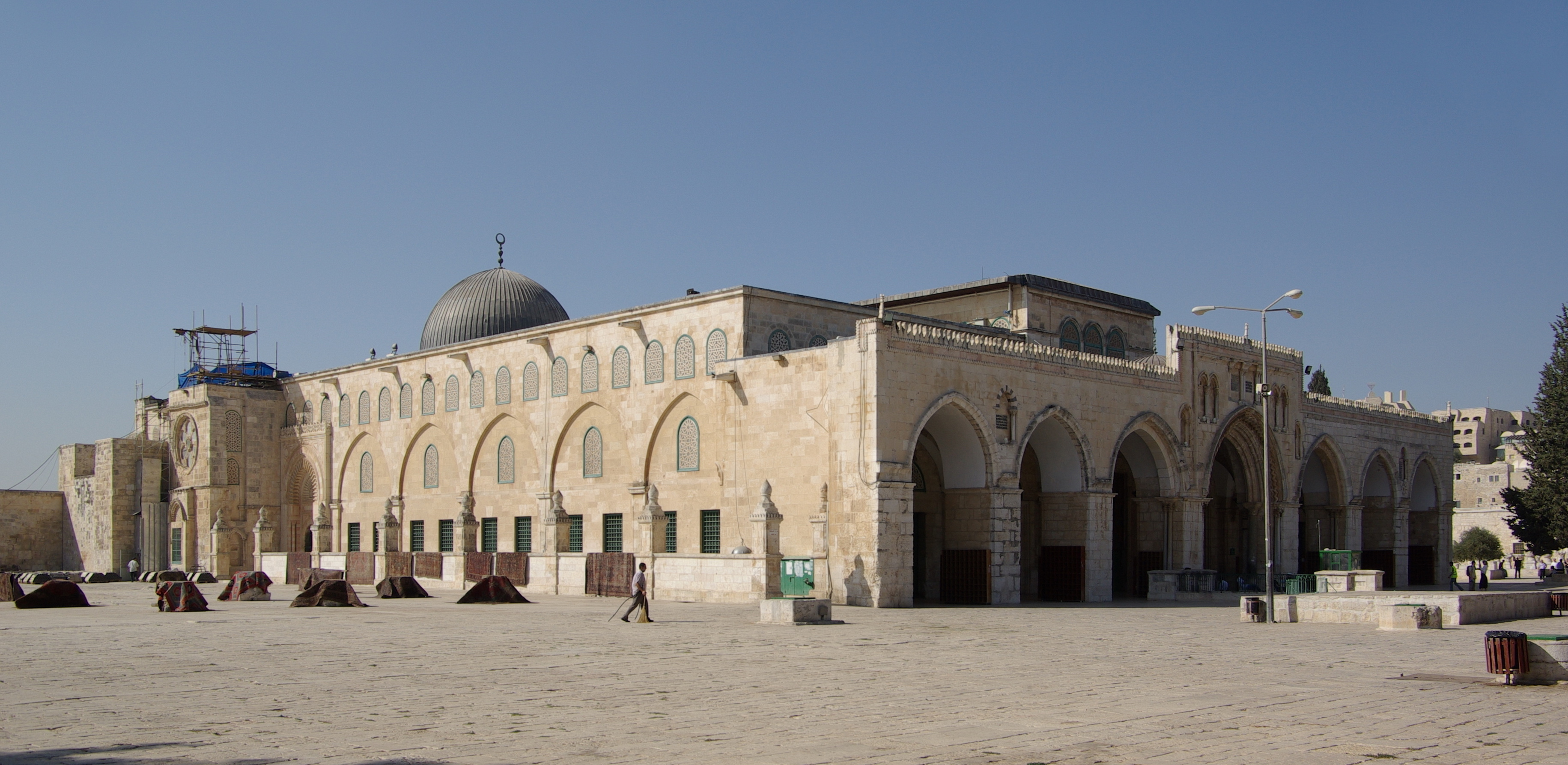
성전 기사단의 초기 본부 성전 기사단의 이름은 이 성전 산의 성전에서 유래한다.

### 클레르보의 베르나르의 중재
위그 드 파앵은 재산을 기부하여 그의 수도회로 들어오는 자가 점점 늘기 시작하고 기사단의 명성 또한 그리 낮지 않았지만, 자신의 단체가 정식 기사수도회로 인정되기를 원했던 그는 당시 가톨릭 세계의 거물인 클레르보의 베르나르(Bernard von Clairvaux[1090-1153])후원과 로마교회와의 중재를 요청하였다. 베르나르도는 위그 드 파앵의 요청에 적극적으로 호응하여 1128년 1월 13일 프랑스의 트루아에서 개최된 교회회의에서 163대 교황 호노리오 2세는 성전기사단을 기사수도회로서 정식 인가받았고, 위그 드 파앵 또한 정식으로 초대 총장으로 인정받았다.

### 성전기사단의 성장
로마교회로부터 공인을 받자, 기사단은 유럽에서 보내 온 구호금에 의해 회원이 늘어나면서 세력이 빠르게 성장하였다. 그들은 수도원의 금욕적 규율과, 광신과 동등한 호전적 열의가 결합된 집단으로 그리스도의 군대( MILITUM XPISTI ) 라 칭해졌고, 공식인가를 받기 전인 1127년, 초기 멤버였던 위그 드 파앵을 비롯한 9명의 기사는 예루살렘에서 유럽으로 돌아와 세력을 넓히기 시작했다. 위그 드 파앵과 동행자들은 자비를 들이면서 프랑스, 잉글랜드, 스코틀랜드에 구호와 군사모집을 병행하며 여행을 하였고, 다빈치 코드에서 나온 로즐린 성당(Roslin Chapel)이 있는 로디언(Lothian) 주에 지점을 만들기도 하였다. 특히 그는 첫 번째 원조를 받았고 관계도 원만한 메인-앙주 백작 풀크를 위해 많은 시간과 돈을 할애하였다. 풀크는 막대한 부와 강력한 힘을 가졌기 때문이다. 보두앵 2세가 죽자 위그 드 파앵은 풀크5세 에게 예루살렘의 왕위에 오를 것을 권하기도 하였다..
1136년 그의 아들 테오볼드(Theobald)가 상트 콜롬브(Sainte-Colombe)의 대수도원장을 지내고 있을 때, 크라온의 로베르(Robert de Craon)를 제2대 총장으로 지명한 뒤 사망하였다.

## 소문
위그 드 파앵은 기독교 역사중 가장 신비스런 조직 중 하나인 성전기사단의 초대 기사단장이기에 소문은 피해 갈 수가 없다.
- 위그 드 파앵은 스코틀랜드에서 기사수도회의 지점을 만들 때, 1400년대에 로마 가톨릭세력 한복판에 이교도적이고, 신비스러워 다빈치 코드에도 소개된 로즐린 성당을 만든 생클레르가(家)와 혼인을 했다고 한다.
- 그는 역사서에 기록된 1136년에 죽지 않았고, 30~40년 후인 12세기 후반대에 죽었다고 한다.
- 음모론자들은 위그 드 파앵은 최대의 음모론 중 하나인 프리메이슨과 동일 시 되거나, 하부조직으로 보이는 성전기사단의 초대 기사단장이기에 역사서에 나오는 팽의 위그는 기사단장이 아니며 그의 확실한 정체가 무엇인지 알 수 없다고 한다.

| 전임 초대 | 성전기사단 역대 그랜드마스터 1118년(공식 1128년) - 1136년 | 후임 크라온의 로베르 |